# Милена Арежина
Милена Арежина (Мркоњић Град, 1955) бивша је председница Привредног суда у Београду и члан Савезне изборне комисије на изборима у септембру 2000. године.
Рођена је 1955. у Мркоњић Граду, где је завршила основну школу. Гимназију је завршила 1974. у Јајцу. Дипломирала је на Правном факултету у Београду 1978, а правосудни испит је положила 1990. године.
Радила је у Основном суду удруженог рада у Београду од 1979. до 1991, а потом је две године провела као стручни сарадник у регистарском одељењу Окружног привредног суда. За судију је изабрана у јуну 1994, а 1998. је постављена на место председника Привредног суда (данашњег Трговинског суда) у Београду. Са те функције је смењена 6. октобра 2000. године, решењем тадашњег председника Вишег привредног суда, Чедомира Пространа. Била је и члан Савезне изборне комисије на Непосредним изборима за председника Савезне Републике Југославије 2000. године.
Ауторка је књиге „Ноћ преваре дан издаје“, која је објављена 2004. године. Радила је и као колумниста листа „Сведок“.